# Desmodium wittei
Desmodium wittei är en ärtväxtart som beskrevs av Bernice Giduz Schubert. Desmodium wittei ingår i släktet Desmodium och familjen ärtväxter. Inga underarter finns listade i Catalogue of Life.